# Dominik Hollý
Dominik Hollý (Bánovce nad Bebravou, 11 de noviembre de 2003) es un futbolista eslovaco que juega en la demarcación de centrocampista para el FK Jablonec de la Liga de Fútbol de la República Checa.

## Selección nacional
Tras jugar con las categorías inferiores de la selección, finalmente el 7 de junio de 2024 hizo su debut con la selección de Eslovaquia en un partido amistoso contra San Marino que finalizó con un resultado de 4-0 a favor del combinado eslovaco tras los goles de Tomáš Rigo, Tomáš Suslov, Lukáš Haraslín y Dávid Strelec.

## Clubes
| Club                 | País            | Año       | Partidos | Goles |
| -------------------- | --------------- | --------- | -------- | ----- |
| AS Trenčín           | Eslovaquia      | 2021      | 1        | 0     |
| MFK Dubnica (cedido) | Eslovaquia      | 2021      | 1        | 0     |
| AS Trenčín           | Eslovaquia      | 2021-2024 | 63       | 11    |
| FK Jablonec          | República Checa | 2024-     | 48       | 8     |